# Hemidactylus depressus
Espèce
Synonymes
- Nubilia argentii Gray, 1845

Statut de conservation UICN

 LC  : Préoccupation mineure
Hemidactylus depressus est une espèce de geckos de la famille des Gekkonidae.

## Répartition
Cette espèce est endémique du Sri Lanka.

## Description
C'est un gecko insectivore.

## Publication originale
- Gray, 1842 : Description of some new species of Reptiles, chiefly from the British Museum collection. The Zoological Miscellany, vol. 2, p. 57-59 (texte intégral).